# Колбаса

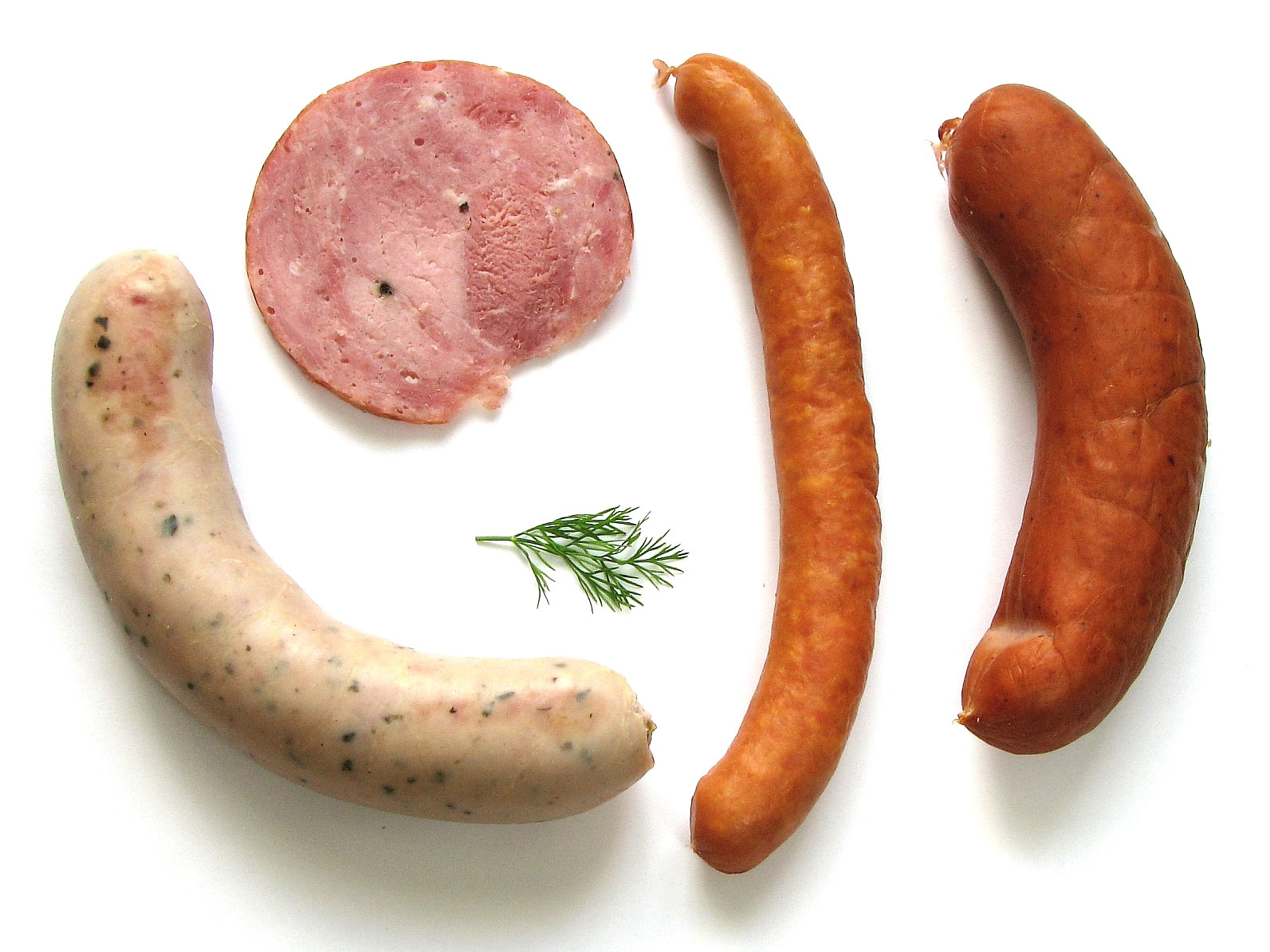
4 вида польских колбас: белая, окорок, силезская и подхаланская

Колбаса́ — пищевой продукт; классообразующий тип колбасных изделий, представляющий собой мясной (часто свиной, говяжий или птичий) фарш в продолговатой оболочке. 
Колбаса может содержать один или несколько видов мяса, например, мясо птиц, различные наполнители, подвергаться температурной обработке (варке, иногда многократной; обжарке; копчению) или ферментации. 
Тот, кто делает или продаёт колбасы — колба́сник м., колба́сница ж..

## Этимология

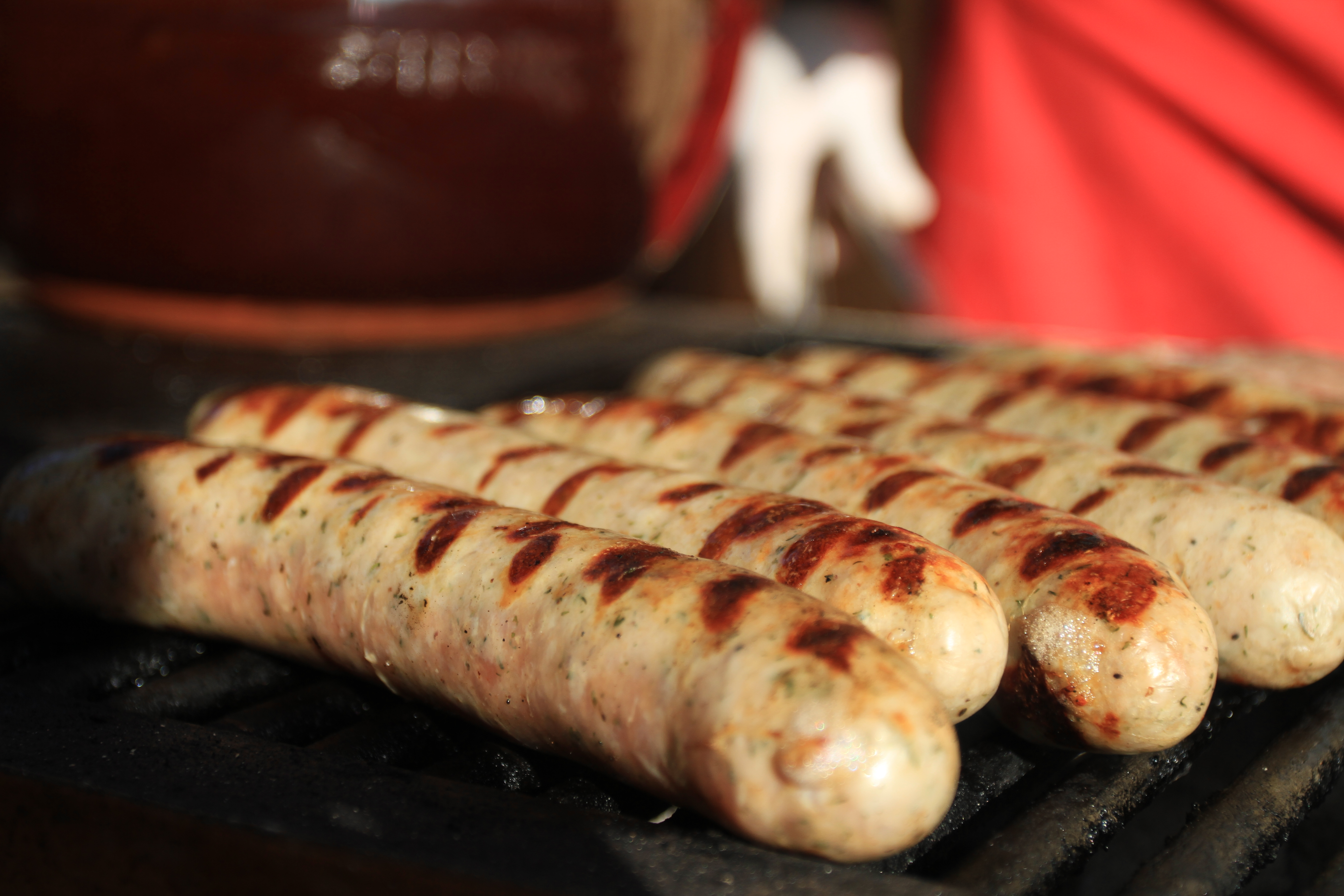
Колбаски на гриле

Славянское слово «колбаса» известно с XII века; оно упоминается в новгородской берестяной грамоте № 842, где колбаса является частью посланных продуктов.
Согласно ЭССЯ, праслав. *kъlbasa/*kъlbasъ является славянским производным от корня *kъlb-, представленного также в рус. ко́лбик «вид колбасы» новосиб., кавбу́х «желудок» брян., укр. ковб «свиной желудок», ковба́тка «кусок», блр. каўба́ты «пузатый» и др.
По мнению Корша Ф. Е., слово «колбаса» образовано из тур. kul basti — «мясо, приготовленное особым способом». Фасмер приходит к выводу, что, судя по фонетическим разновидностям этого слова в славянских языках, имеются основания думать о заимствовании. Источником мог быть один из тюркских языков: ср. тур. külbasti («мясо, жаренное на рашпере, жареные котлеты»), при этом -т- могло исчезнуть в прилагательном «колбасный»; вполне возможно также, что слово «колбаса» было образовано от тюркских слов кул (qol, «рука») и басу (-basdı, «давить»), по способу её приготовления, так как колбасу делали руками и набивали кишки баранов фаршем.
Иногда встречается утверждение о том, что слово «колбаса» может происходить от ивр. kolbāśār‎ «мясо, всякая плоть, живое существо», но это маловероятно.

## История

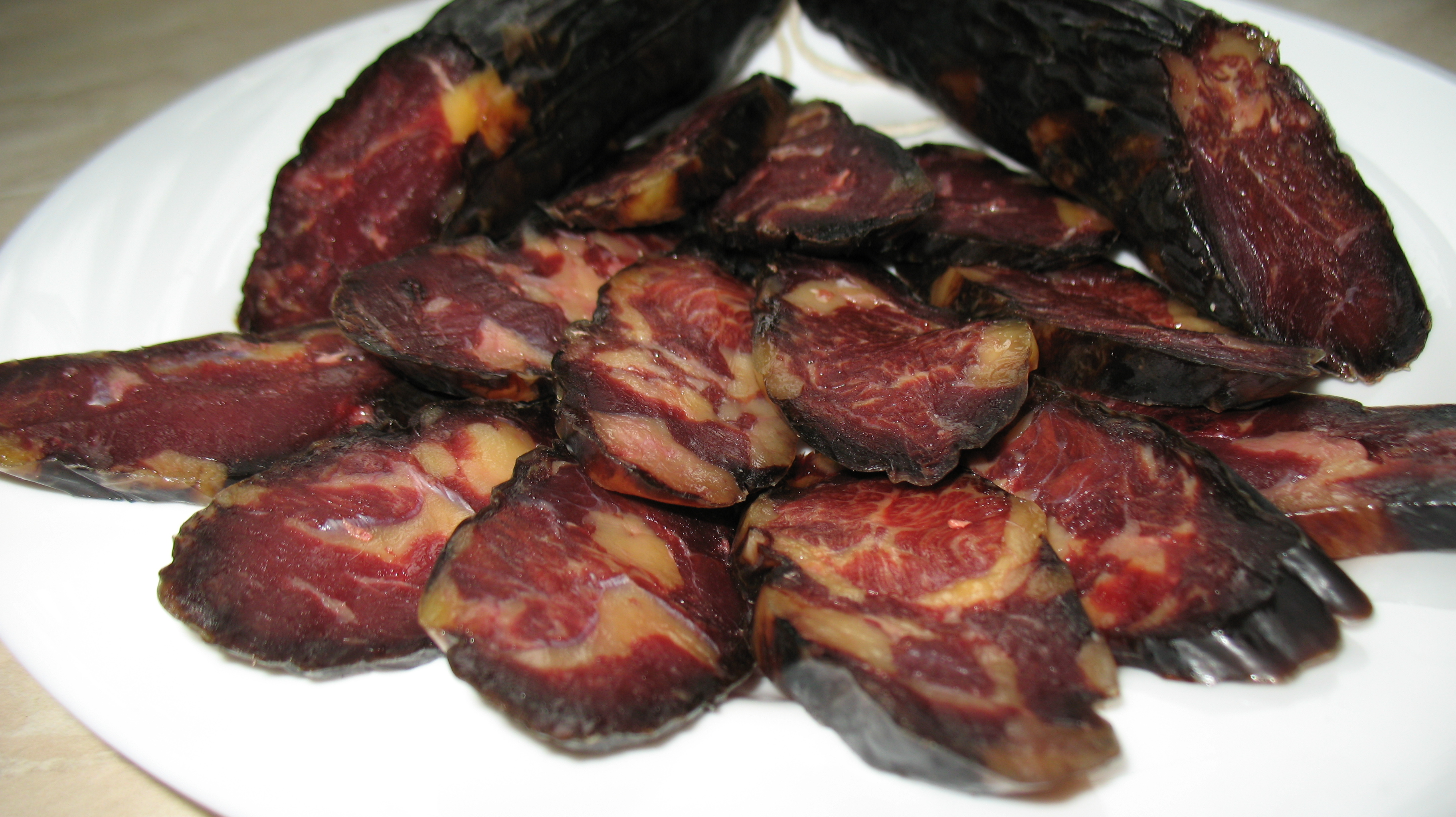
Казылык — татарская колбаса из конины

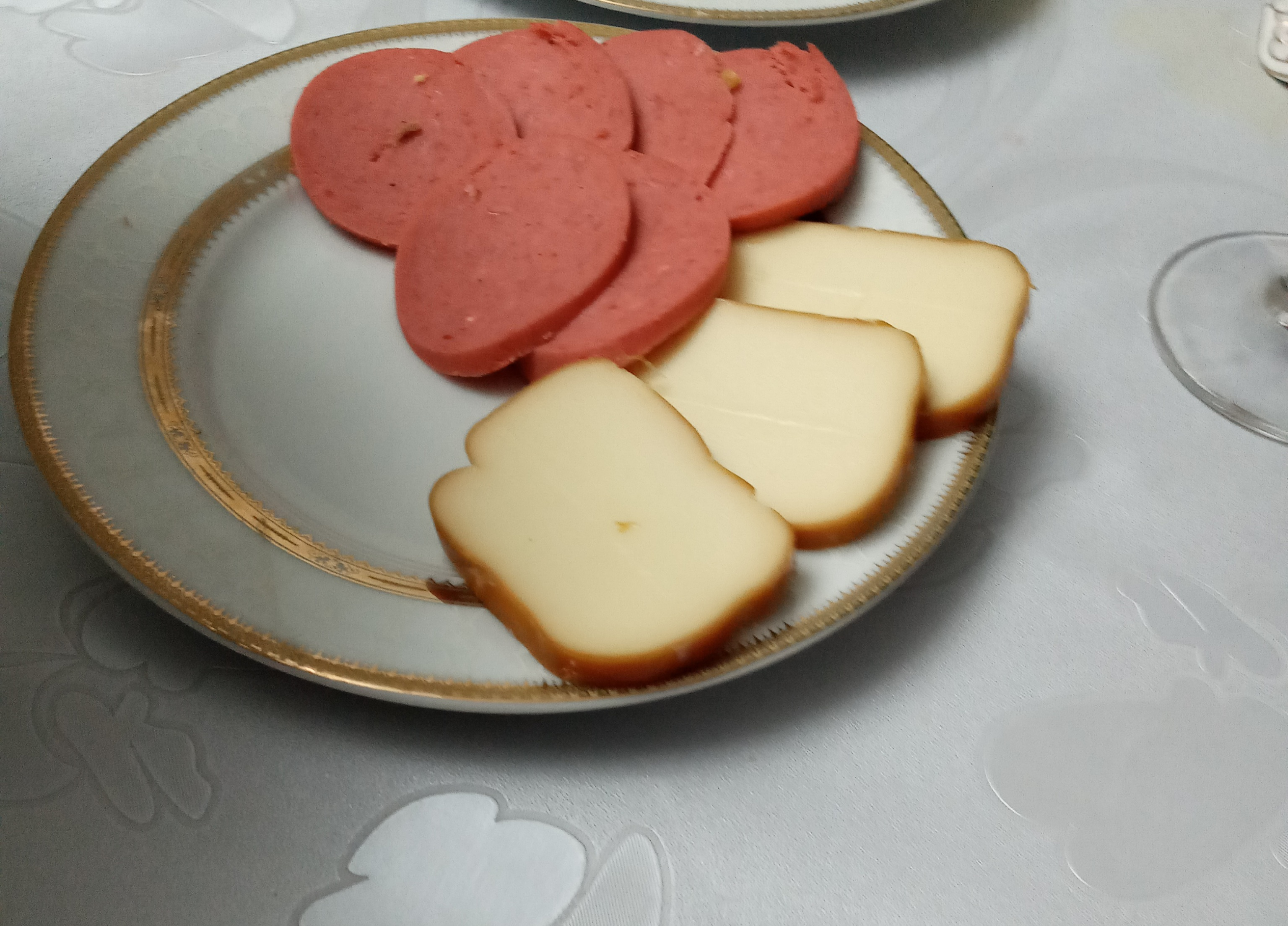
Колбаса и копчёный сыр

Колбаса известна с глубокой древности: упоминания о ней встречаются в источниках Древней Греции, Вавилона и Древнего Китая. В частности, кровяная колбаса упоминается Гомером в «Одиссее», известна комедия Эпихарма с упоминанием колбасы, а также пьеса Аристофана о продавце колбасы, победившем на выборах. Имеются свидетельства, что колбаса была популярным продуктом в Древней Греции и Древнем Риме.
В Древней Руси слово «колбаса» имело отличное от современного значение; под колбасой понималось кушанье, приготовленное из крови животного, и поэтому существовал запрет на поедание колбасы. Например, в этом значении слово употреблено в Новгородской кормчей 1282 года: «Некоторые из крови какого-либо животного готовят кушанья, называемое колбасы»; и в Стоглаве 1551 года: «Правило возбраняет всем православным христианом есть удавленены и крови, то есть колбасы».

## Виды колбас

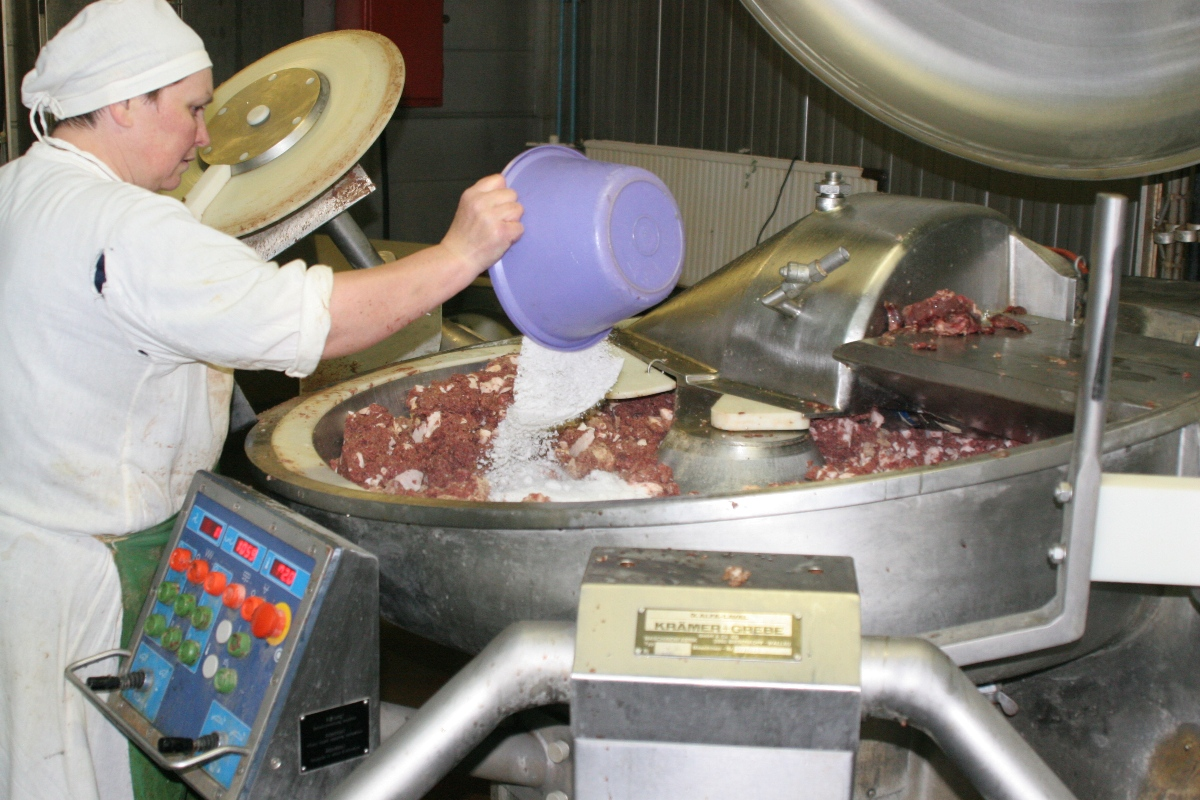
Колбасный цех в Шацке

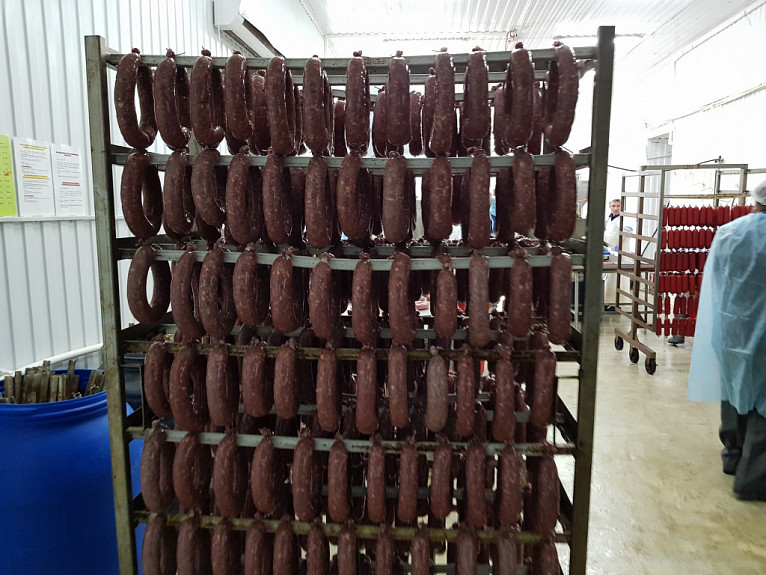
Копчёная колбаса. Бурятия

Колбасы классифицируются в основном по способу приготовления.
Варёные колбасы изготавливаются из просоленного фарша. Их варят при температуре около 80 °C. Варёные колбасы могут содержать большое количество сои, а могут быть и вегетарианскими с соей или сейтаном вместо мяса. Из-за содержания большого количества воды долго не хранятся. Варёные колбасы содержат 10—15 % белка, 20—30 % жира, энергетическая ценность — 220—310 ккал на 100 г. Один из наиболее известных сортов варёной колбасы — докторская колбаса.
Варёно-копчёные колбасы сначала варятся, а потом подвергаются копчению. Содержат больше специй, чем варёные колбасы. В отличие от варёных колбас (в которых фарш представляет однородную массу), варёно-копчёные колбасы могут состоять из мелких кусочков определённого размера. В качестве добавок используются молоко, сливки, мука, шпик и крахмал. Варёно-копчёные колбасы содержат 10—17 % белка, 30—40 % жиров, их энергетическая ценность — 350—410 ккал на 100 г, а срок хранения в холодильнике — не более 15 суток.
Полукопчёные колбасы сначала обжариваются, затем варятся и после коптятся. Полукопчёные колбасы на вид и вкус часто почти неотличимы от варёно-копчёных колбас, но при термообработке происходит меньшая потеря веса, а копчение менее выражено.
Сырокопчёные колбасы (ранее назывались также твердокопчёными) не подвергаются высокотемпературной термической обработке, холодное копчение происходит при 20—25 °C, мясо подвергается ферментации и обезвоживанию. Сырокопчёные колбасы содержат наибольшее количество специй, также возможно добавление коньяка. При использовании традиционной рецептуры созревание сырокопчёных колбас длится не менее 30—40 суток, с конца XX века освоены технологии производства за 21 день и менее, короткий срок созревания достигается за счёт глюконо-дельта-лактона (ГДЛ, пищевая добавка E575) — кислоты, влияющей на изменение pH, а также применения стартовых культур — чаще всего дрожжевых микроорганизмов, которые питаются внесённым в рецептуру сахаром, ферментация производится за счёт выделения ими продуктов жизнедеятельности. Сырокопчёные колбасы содержат 13—28 % белка, жира — 28—57 %, энергетическая ценность — 340—570 ккал на 100 г.
Сыровяленые колбасы производится из фарша маринованного мяса. Коптится в холодном дыме 3-4 суток. Происходит ферментация мяса и его обезвоживание, после чего вялится при температуре 15-18 градусов. Примеры такой колбасы — пеперони, суджук.
Некоторые виды колбас выделяется по используемому сырью. Ливерная колбаса изготавливается из субпродуктов (печень, мясная обрезь и так далее), преимущественно из варёных; также могут использоваться яйца (яичная колбаса), овощи, молоко, сливочное масло и иные добавки. От других колбас ливерные отличаются пастообразной консистенцией и серым или светло-серым цветом как фарша, так и оболочки. В России в зависимости от содержания мышечной ткани ливерные колбасы делятся на 3 категории: А (свыше 40 %), Б (от 20 % до 40 %) и В (менее 20 %). Ливерные колбасы содержат 10—18 % белков, 12—44 % жиров; энергетическая ценность 196—444 ккал на 100 грамм. Срок годности ливерных колбас в натуральной оболочке относительно мал, до 3 суток; однако при использовании вакуумных упаковок или упаковок с модифицированной атмосферой, а также консервантов в составе колбасы, срок годности может быть продлён до 30 суток.

### Особые колбасы
Кнохенвурст — немецкая вяленая костяная колбаса (колбаса с костями), ранее была едой бедняков, ныне — деликатес.
Кровяная колбаса — вид колбасы, главным ингредиентом которой является  бычья, телячья и/или свиная кровь, очищенная от фибрина (кусочков свернувшейся крови). Эта колбаса была популярным продуктом в Советском союзе.

## Производство

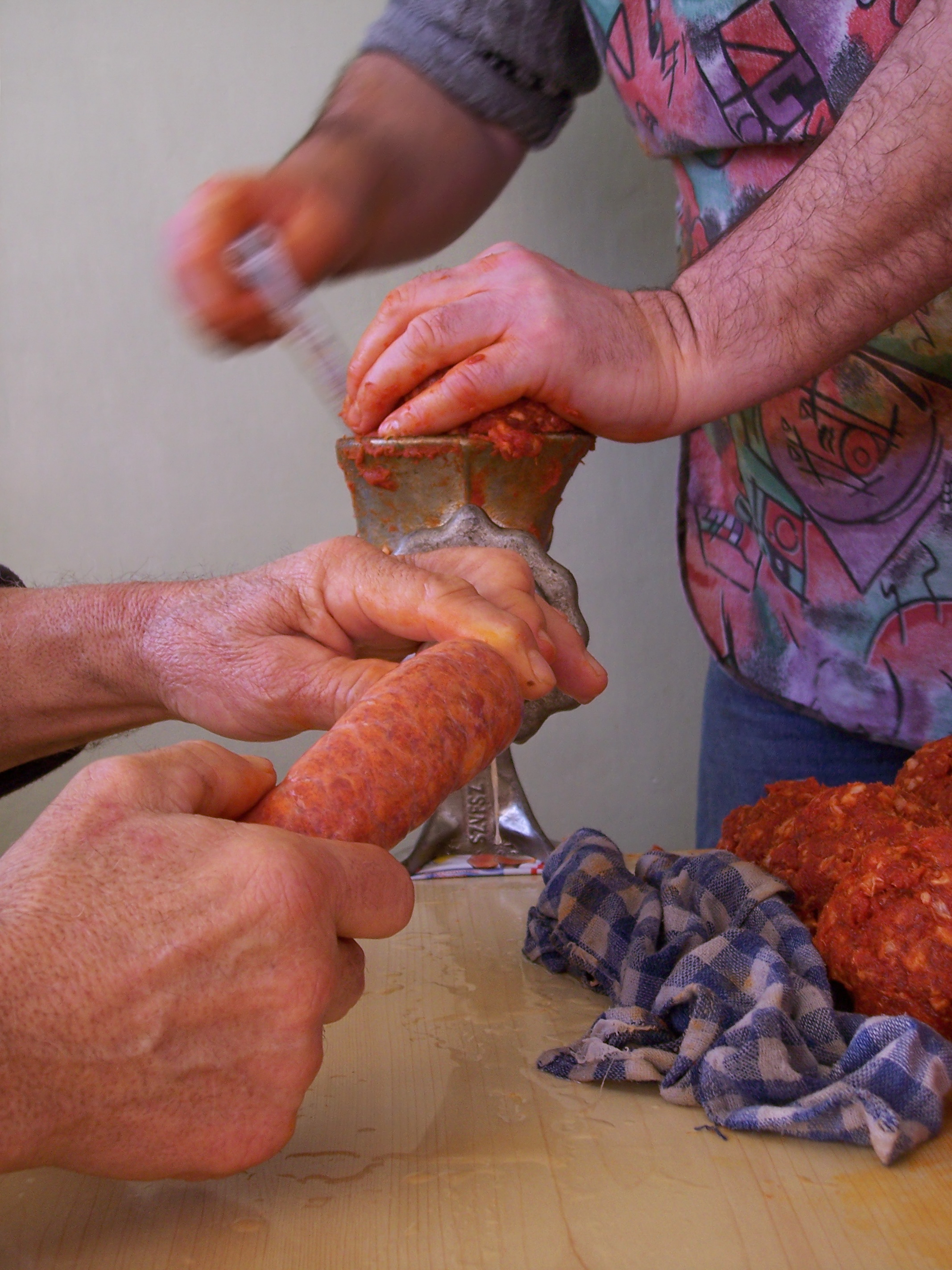
Домашнее изготовление колбасы в Венгрии

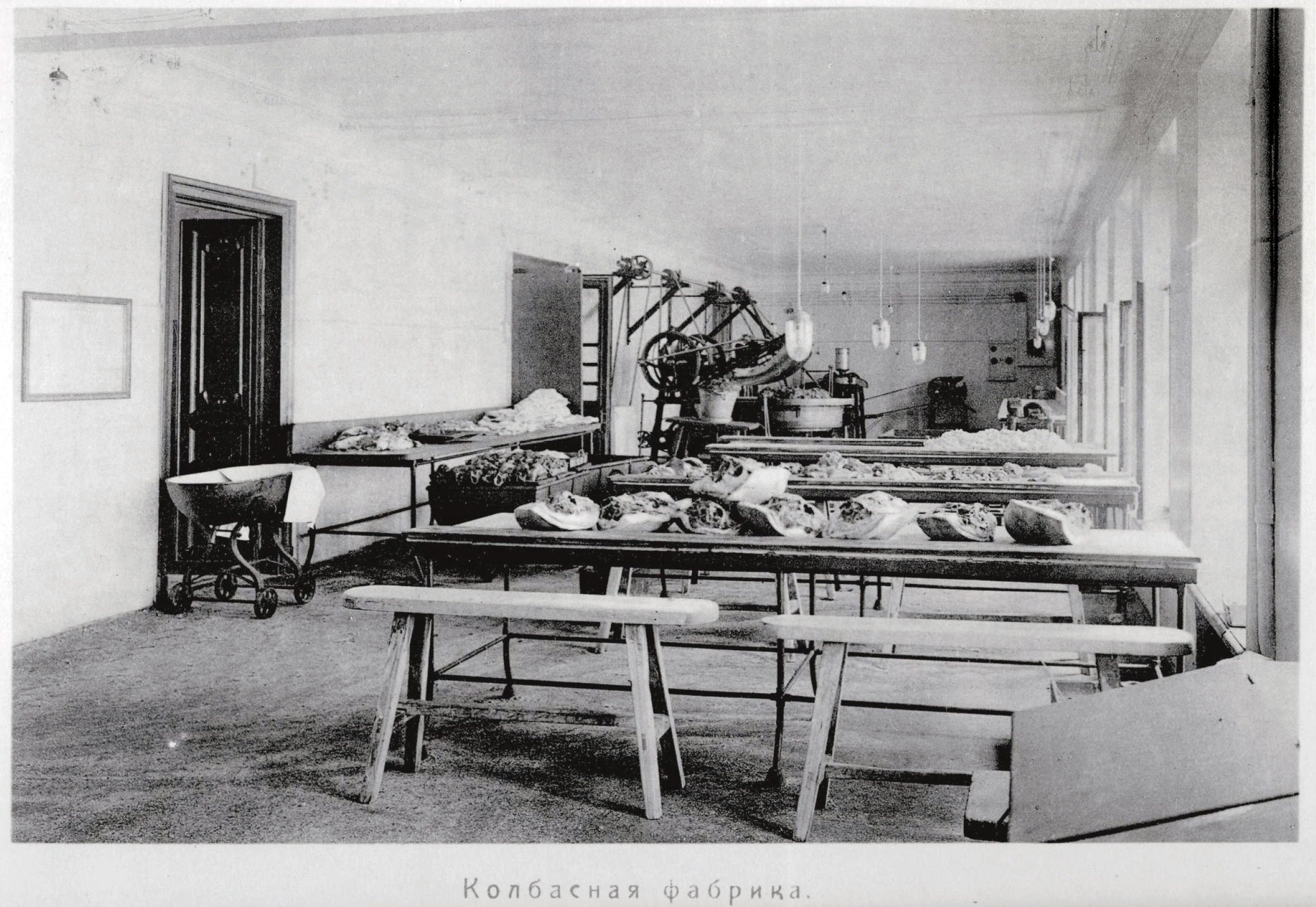
Колбасный цех в «Елисеевском», 1913

Производство колбасных изделий включает в себя следующие действия:
- обвалка — разделка туш животных, отделение мяса от костей;
- жиловка — разделение мяса по сортам (свинина: жирная, нежирная, полужирная; говядина: высший сорт, первый сорт, второй сорт);
- фаршесоставление — производство фаршей посредством смешивания компонентов и их измельчения на колбасных куттерах;
- формовка — наполнение колбасных оболочек фаршем на колбасных шприцах и заделка концов оболочки на клипсаторах;
- осадка — выдерживание колбасных батонов с фаршем при низкой температуре до начала термообработки в соответствии с технологией производства конкретной колбасы;
- термообработка — процессы подсушки, обжарки, варки (здесь подразумевается технологическая варка паром) и копчения колбас в колбасных термокамерах, процесс душирования (охлаждения колбас водой и воздухом).

### Колбасные оболочки
Колбасные оболочки имеют довольно большое значение в производстве колбасы. Их можно разделить на натуральные (черевы, синюги) и искусственные, а также на барьерные и проницаемые. Барьерные оболочки позволяют сохранять колбасные изделия длительное время (до 90 дней); в них выпускаются, в основном, варёные колбасы. Многие проницаемые оболочки позволяют производить последующее копчение, обжарку. К барьерным оболочкам относятся, прежде всего, полиамидные колбасные оболочки. К искусственным проницаемым колбасным оболочкам относятся: целлюлозные, белковые (коллагеновые), фиброузные, проницаемые полиамидные, текстильные.

### Пищевые добавки
Применяются для оберегания колбасы от размножения болезнетворных микроорганизмов (например, возбудителя ботулизма), а также для улучшения цвета (нитрит натрия), усиления вкуса (глютамат натрия, инозинат натрия), увеличения веса (вода с солями и желатинирующими агентами, стабилизаторами), предотвращения слёживания, образования комков и придания ряда других потребительских качеств.

## Галерея

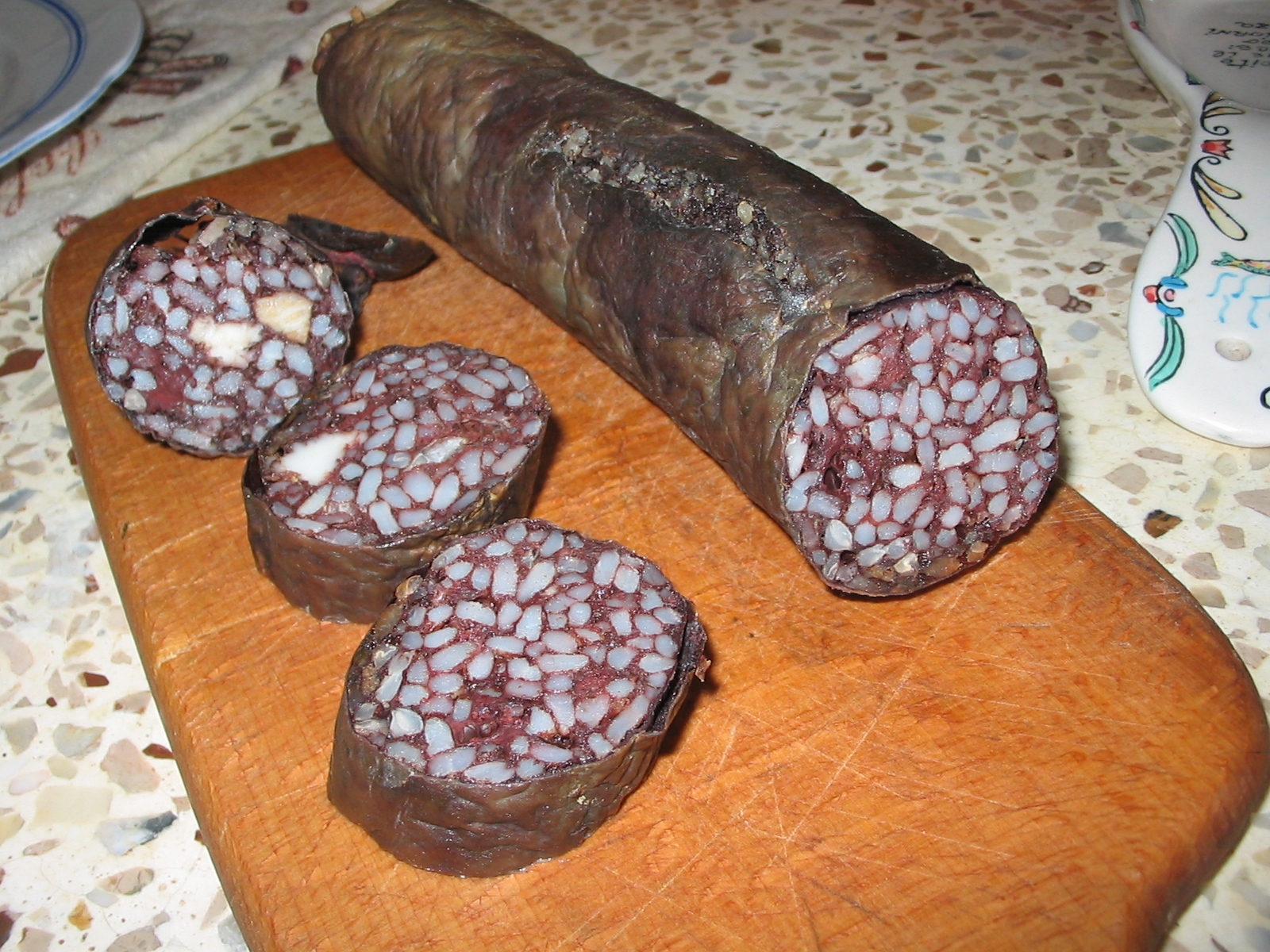
Гурка (Венгрия)
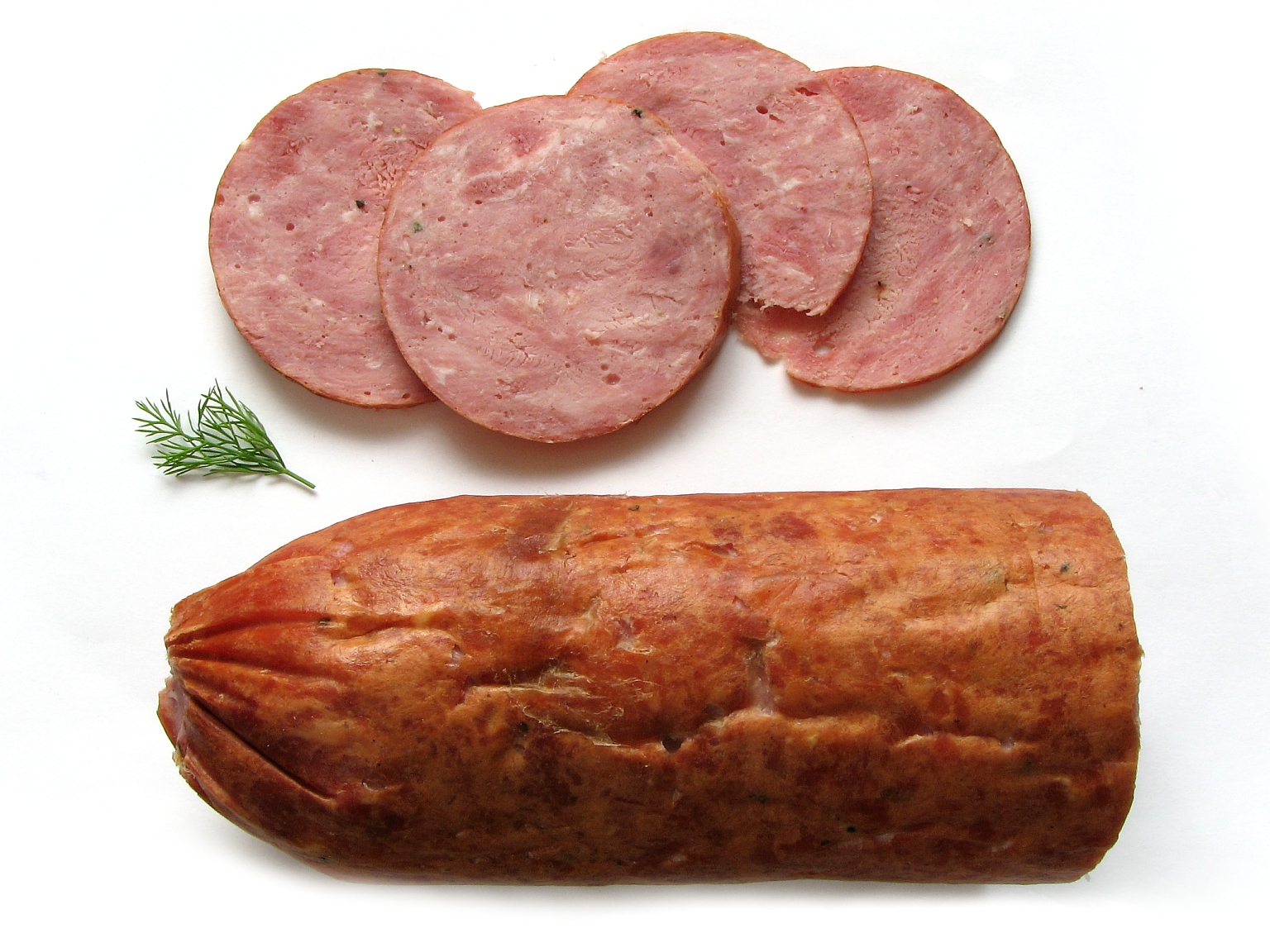
Дрогобычская (Украина)
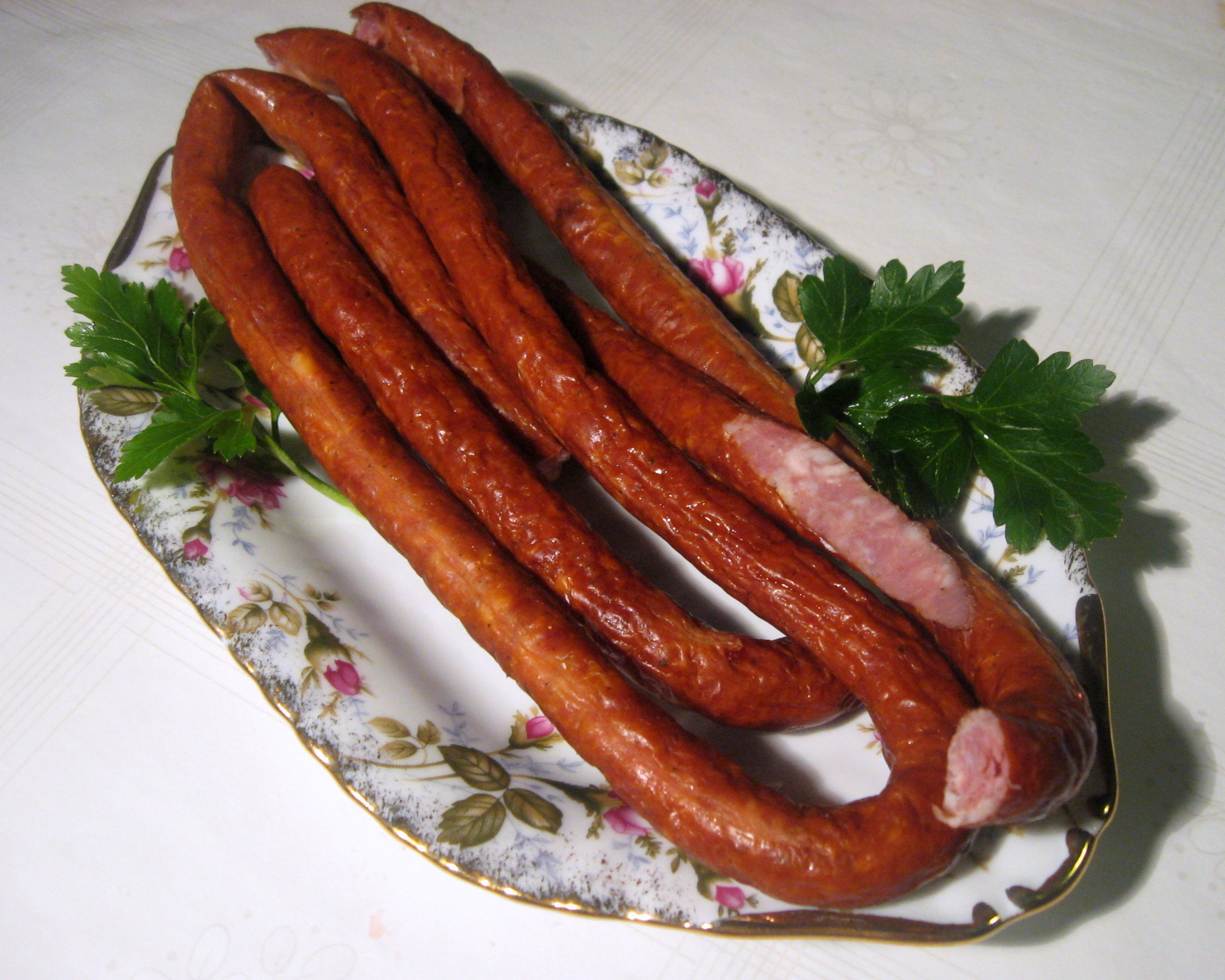
Кабанос (Польша)
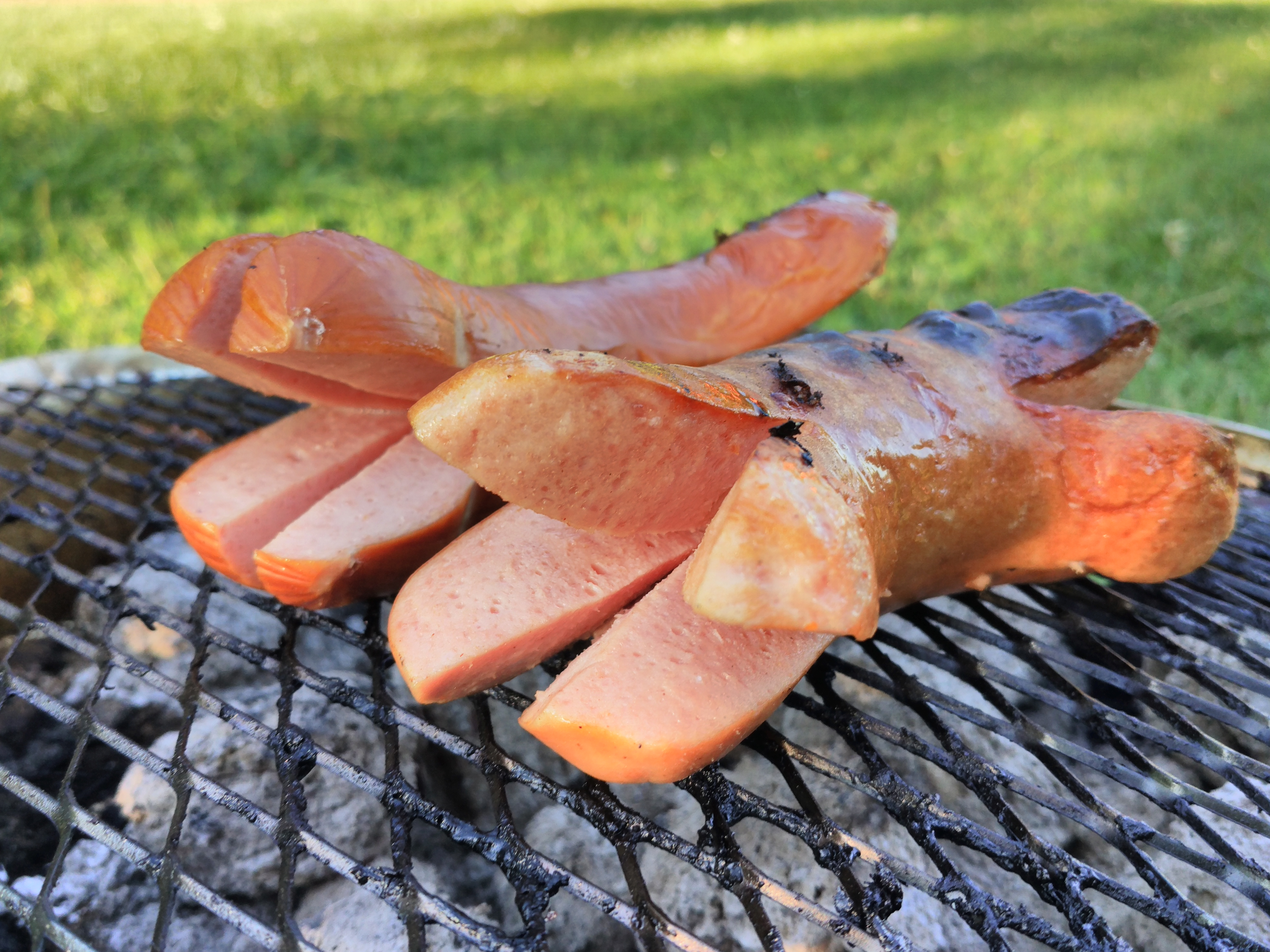
Сервелат (Швейцария)
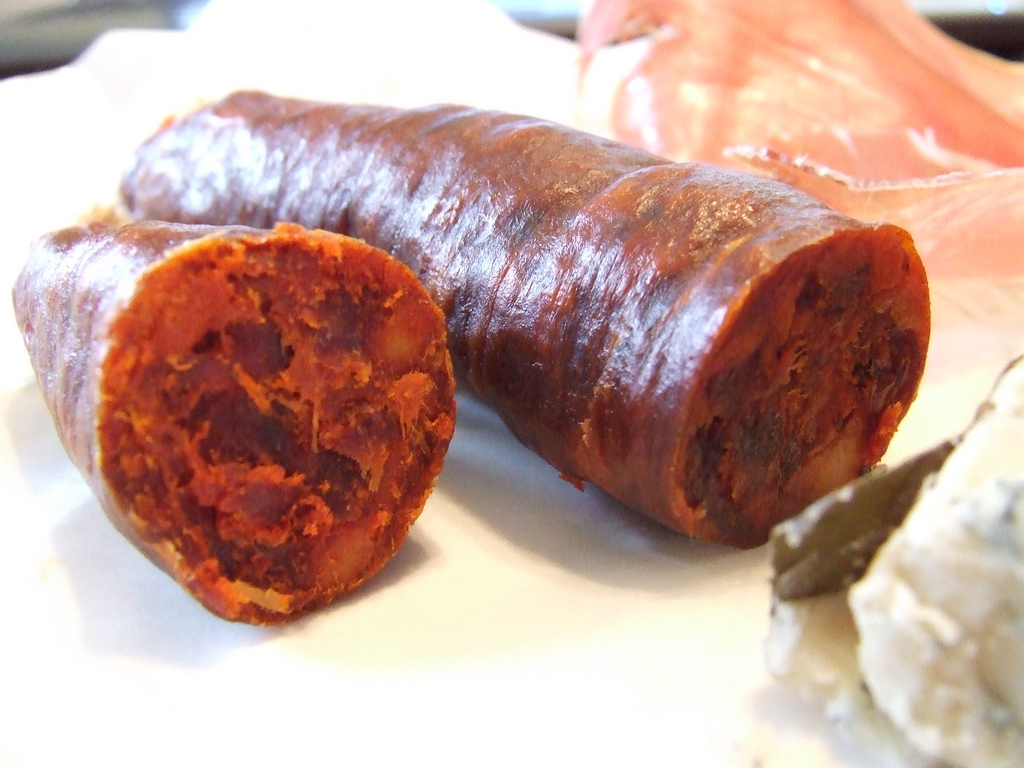
Чоризо (Испания)
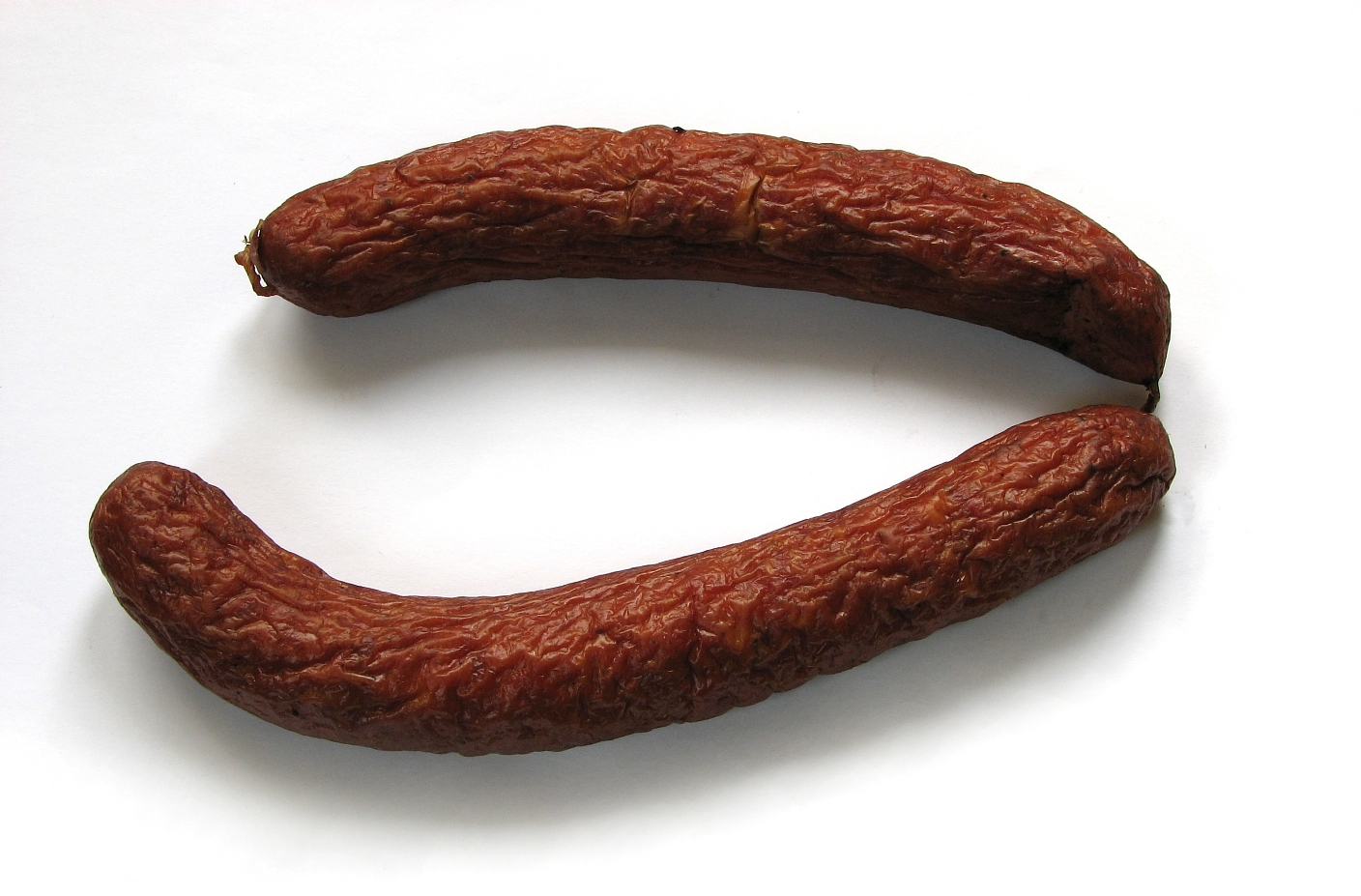
Krajańska (Польша)
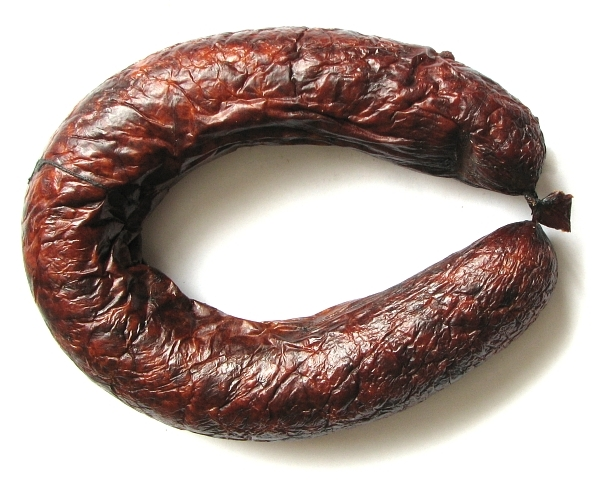
Swojska (Польша)